# Dungeons & Dragons: Honor Among Thieves
Dungeons & Dragons: Honor Among Thieves (en España, Dungeons & Dragons: Honor entre ladrones; en Hispanoamérica, Calabozos y dragones: Honor entre ladrones) es una película de aventura y fantasía heroica estadounidense de 2023, dirigida por Jonathan Goldstein y John Francis Daley, y protagonizada por Chris Pine, Michelle Rodriguez, Regé-Jean Page, Sophia Lillis, Justice Smith y Hugh Grant. Basada en el juego de rol de mesa Dungeons & Dragons, está ambientada en el escenario de campaña de los Reinos Olvidados.
La película pasó por varias fases de desarrollo; comenzando con Warner Bros. Pictures después de vencer a Universal Pictures en un juicio, antes de ceder la producción a Paramount Pictures; cada uno con varios guionistas y directores distintos. Goldstein y Daley fueron los escritores/directores finales, utilizando elementos del intento anterior del director Chris McKay y el guionista Michael Gilio. El rodaje comenzó en abril de 2021 en Islandia y luego en Irlanda del Norte con Barry Peterson como director de fotografía. En la posproducción, Dan Lebental se desempeñó como editor y Lorne Balfe compuso la partitura original.
Dungeons & Dragons: Honor Among Thieves se estrenó en cines en los Estados Unidos el 31 de marzo de 2023 por Paramount Pictures. La película recibió críticas positivas de la prensa especializada y el público y recaudó más de 208 millones de dólares en todo el mundo, lo que la convierte en una de las películas más taquilleras de 2023.

## Sinopsis
Un ladrón y una banda de aventureros emprenden un atraco para recuperar una reliquia perdida, pero las cosas no salen como esperaban cuando se topan con las personas equivocadas y «desatan el mayor mal que el mundo jamás haya conocido». «Dungeons & Dragons: Honor entre ladrones nos lleva al mágico mundo del legendario juego de rol a la pantalla grande en una aventura hilarante y llena de acción».

## Reparto
- Chris Pine como Edgin Darvis, un bardo y exmiembro de los Arpistas. Después de que su esposa fuera asesinada, crio a su hija Kira junto con su amiga Holga. Recluido en prisión junto con Holga luego de un atraco que salió mal, planea su escape con la esperanza de reunirse con su hija.[12]
- Michelle Rodriguez como Holga Kilgore, una bárbara.[12] Fue exiliada de la tribu Uthgardt Elk y actúa como madre sustituta de Kira. Está encarcelada junto con Edgin.
- Regé-Jean Page como Xenk Yandar, un paladín quien escapó por poco del «ascenso al poder» del lich Szass Tam en Thay y, como resultado, «envejece más lentamente que un humano normal»[13]
  - Rylan Jackson interpreta a un joven Xenk.[14]
- Sophia Lillis como Doric, una druida tiefling. Criada en los Bosques de Neverwinter por un enclave de elfos del bosque. Es miembro del Enclave Esmeralda y ha organizado una resistencia contra el Amo de Neverwinter que atacó el bosque «por sus recursos».[15]
- Justice Smith como Simon Aumar, un hechicero semielfo de magia salvaje que es descendiente de Elminster Aumar, un mago notable. En una ocasión anterior fue rechazado románticamente por Doric.
- Chloe Coleman como Kira Darvis, la hija de Edgin que ha caído bajo el dominio de Forge, su tutor durante dos años después del encarcelamiento de su padre.
- Hugh Grant como Forge Fitzwilliam, un pícaro y estafador, antiguo miembro del equipo de Edgin que ha estado cuidando a Kira. Desde el encarcelamiento de Edgin, se convirtió en el Amo de Neverwinter, obtuvo una gran riqueza y recibió asesoramiento de Sofina.[15]
- Daisy Head como Sofina, una maga roja de Thay con un enfoque en la nigromancia y «vínculos con la magocracia tiránica de Thay».
- Jason Wong como Dralas, un mago rojo de Thay.

Además, Bradley Cooper aparece en un cameo como Marlamin, el exmarido mediano de Holga. El grupo de comedia australiano Aunty Donna proporcionó voces para algunos de los cadáveres para el estreno de la película en Australia. Los personajes principales de la serie animada Dungeons & Dragons tienen cameos en imagen real durante los juegos de gladiadores.

## Producción

### Desarrollo
El 7 de mayo de 2013, Warner Bros. Pictures y Sweetpea Entertainment del director de cine Courtney Solomon anunciaron una película basada el popular juego de rol Dungeons & Dragons con David Leslie Johnson-McGoldrick a cargo de escribir el guion y Roy Lee, Alan Zeman y Solomon encargados de la tarea de producción. Dos días después, Hasbro presentó una demanda diciendo que estaban coproduciendo una película de Dungeons & Dragons en Universal Pictures con Chris Morgan a cargo de la dirección y del guion. El 3 de agosto de 2015, después de que la jueza de distrito de Estados Unidos, Dolly Gee, instara a Sweetpea Entertainment y Hasbro a resolver el caso de los derechos, finalmente la película de Warner Bros. se preparó para la preproducción con Hasbro.
El 31 de marzo de 2016, Rob Letterman estaba en negociaciones para dirigir el guion de Johnson-McGoldrick, y su papel se confirmó el 13 de mayo de 2016. En abril de 2017, el actor Joe Manganiello, un ávido fanático de Dungeons & Dragons, reveló que había escribió un guion con John Cassel para el proyecto y estaba «hablando con todas las partes adecuadas» para hacer realidad la película. Para completar el guion, Manganiello trabajó en colaboración con Brad Peyton y Dwayne Johnson, quienes estaban en negociaciones para desarrollar la película.
En diciembre de 2017, después de diversos grados de progresión, Hasbro cedió la producción de la película a Paramount Pictures y su estreno se programó para el 23 de julio de 2021. En febrero de 2018, Paramount estaba en conversaciones con Chris McKay y Michael Gilio para dirigir y escribir la película, respectivamente. En marzo de 2019, se reveló que Gilio había completado un primer borrador y los ejecutivos del estudio expresaron su entusiasmo con la película. Cuando comenzó el proceso de selección, el estudio inició negociaciones con varias empresas de talentos. El 30 de julio de 2019 se reveló que Jonathan Goldstein y John Francis Daley estaban en conversaciones para dirigir la película. Para enero de 2020, el dúo de cineastas anunció que habían coescrito un nuevo borrador del guion. Finalmente fueron Daley, Goldstein y Gilio quienes escribieron el guion de la película, mientras que McKay y Gilio recibieron el crédito de la historia.

### Selección del reparto
El 27 de junio de 2016, Ansel Elgort estaba en conversaciones para protagonizar la versión de la película de Letterman. En diciembre de 2020 Chris Pine fue elegido para protagonizar la película. Michelle Rodriguez, Justice Smith y Regé-Jean Page se agregaron en febrero de 2021. Al mes siguiente, en marzo, Hugh Grant y Sophia Lillis se unieron al elenco de la película, con Grant como el antagonista principal. En abril, Chloe Coleman se unió al reparto. En mayo, Jason Wong y Daisy Head se unieron al elenco. En julio de 2022, en un panel en la Cómic-Con de San Diego, se reveló que los miembros del elenco de la serie web Critical Role de Dungeons & Dragons harían cameos en la película.

### Rodaje
La filmación comenzó a principios de abril de 2021, con un equipo de 60 a 70 personas en Islandia. El rodaje comenzó en Belfast (Irlanda del Norte) a finales de ese mismo mes. El 19 de agosto de 2021, Daley anunció a través de su cuenta de Twitter oficial que la filmación había terminado.

### Música
Lorne Balfe fue el compositor principal de la banda sonora de la película; Balfe dijo: «Solía jugar Dungeons, así que cuando escuché que lo estaban haciendo, supe que quería ser parte del equipo». El 10 de marzo de 2023, Tame Impala lanzó el sencillo "Wings of Time" para la película. Marisa Mirabal, para el portal de noticias IndieWire, escribió que «Balfe aumenta la tensión con una mezcla única de cánticos verbales y ritmos rítmicos que mejoran adecuadamente el meticuloso trabajo de acrobacias. La partitura se transforma en una criatura propia y es diferente a las partituras relajantes y arrebatadoras de otras fantasías. Balfe también se apoya con éxito en la tradición barda del personaje de Pine al componer canciones alegres, poéticas y pesadas con instrumentos de cuerda». El álbum de la banda sonora de la película fue lanzado el 31 de marzo de 2023 por el sello Mercury Classics Soundtracks & Scores.

## Estreno

### En cines
La película estaba inicialmente programada para estrenarse el 23 de julio de 2021. Posteriormente, la fecha de estreno se retrasó al 19 de noviembre de 2021 para acomodar el lanzamiento de Misión imposible: Sentencia mortal. Parte uno, antes de retrasarse hasta el 27 de mayo de 2022 debido a la pandemia de COVID-19. En abril de 2021, la fecha de estreno se retrasó hasta el 3 de marzo de 2023. El 21 de abril de 2022, la productora reveló el título oficial de la película como Dungeons & Dragons: Honor Among Thieves. En noviembre de 2022, la fecha de estreno se retrasó cuatro semanas hasta el 31 de marzo de 2023, cuando se estrenó finalmente.

### En formato casero
Dungeons & Dragons: Honor Among Thieves se estrenó por Paramount Home Entertainment para descargas digitales el 2 de mayo de 2023, y comenzó a estar disponible en la plataforma Paramount+ el 16 de mayo. se estrenó en Ultra HD Blu-ray, Blu-ray y DVD el 30 de mayo y en MGM+ el 26 de mayo. Los medios domésticos incluyen escenas eliminadas, un rollo de broma y varios largometrajes detrás de escena.

## Marketing

### Promoción
En julio de 2022, la película se presentó en la Cómic-Con de San Diego de 2022; esto incluyó un panel con miembros del elenco y el equipo y una «Experiencia de taberna». La citada experiencia mostraría los personajes de la película.
El 21 de julio de 2022, se publicó el primer tráiler de la película en la misma fecha que el panel de la Cómic-Con de San Diego (SDCC). El 23 de enero de 2023, se lanzó el segundo tráiler de la película. Se esperaba que un anuncio de televisión de la película se emitiera durante el Super Bowl LVII, pero finalmente esta promoción se publicó en línea antes del partido.

### Literatura y merchandising relacionados
Una campaña de publicación de precuelas que siguen a varios de los personajes de la película comenzó en febrero de 2023 antes del estreno de la película. Doric es el personaje principal de la novela para adultos jóvenes The Druid's Call de E.K. Johnston y The Road to Neverwinter de Jaleigh Johnson, se enfoca en Edgin Darvis. Dungeons & Dragons: Honor Among Thieves—The Feast of the Moon es una novela gráfica precuela de 96 páginas que se enfoca en Edgin y su banda de ladrones con una historia de respaldo enfocada en Xenk y el Yelmo de la Disyunción. Los autores son Jeremy Lambert y Ellen Boener, con ilustraciones de Eduardo Ferigato y Guillermo Sanna.
La antología de aventuras Dungeons & Dragons Keys From the Golden Vault (2023) presenta un atraco ambientado en Revel's End, una ubicación de prisión de máxima seguridad creada para la película que se encuentra en el ficticio Icewind Dale. Si bien se creó para la película, apareció por primera vez en el módulo de aventuras Icewind Dale: Rime of the Frostmaiden (2020). La editorial estadounidense Wizards of the Coast también lanzó bloques de estadísticas jugables de Dungeons & Dragons para los personajes principales de la película como una promoción gratuita en D&D Beyond.
Además, Hasbro puso a la venta juguetes de promoción y otros productos basados en la película, como figuras de acción de Monopoly, Dicelings y Golden Archive.

## Recepción

### Taquilla
Para el 2 de abril de 2023, Dungeons & Dragons: Honor Among Thieves había recaudado $38,5 millones en los Estados Unidos y Canadá y $33 millones en el resto del mundo, logrando un total de recaudación de $71.5 millones en su primer fin de semana de estreno.
En los Estados Unidos y Canadá, Dungeons & Dragons: Honor Among Thieves se estrenó junto con la película de drama A Thousand and One and His Only Son, y se proyectó en 3850 cines en su primer fin de semana. La película recaudó $ 15,3 millones en su primer día, que incluyó $ 5,6 millones en proyecciones anticipadas en la semana previa a su estreno, con $ 4,1 millones provenientes de las vistas previas del jueves. Luego debutó con $ 38,5 millones, encabezando la taquilla; el 61% de la audiencia del fin de semana de apertura eran hombres y el 63% tenía entre 18 y 34 años.
Fuera de Estados Unidos y Canadá, la película recaudó $ 33 millones en 60 mercados en su primer fin de semana. En su segundo fin de semana, Honor Among Thieves recaudó 15,5 millones de dólares, con una caída del 45 %. Al 9 de abril de 2023, los territorios con mayor recaudación fueron el Reino Unido y China ($9,4 millones cada uno), México ($4,6 millones), Australia ($4,2 millones) y Alemania ($4 millones).

### Crítica
En el sitio web agregador de reseñas Rotten Tomatoes, el 90 % de las 265 reseñas de los críticos son positivas, con una calificación promedio de 7.3/10. El consenso del sitio web indica: «Una comedia contagiosamente alegre con un núcleo emocional sólido, Dungeons & Dragons: Honor Among Thieves ofrece fantasía y aventuras divertidas incluso si no distingues tu HP de tu OP». Metacritic, que utiliza una media ponderada, asignó una puntuación de 72 sobre 100 basada en 55 críticas, lo que indica «reseñas generalmente favorables».
G. Allen Johnson en el San Francisco Chronicle afirmó: «...Dungeons & Dragons: Honor Among Thieves se siente como si Daley y Goldstein, quien también la coescribió con Michael Gilio, le preguntaron a ChatGPT, el chatbot de inteligencia artificial desarrollado por OpenAI: "Escribe una película de Marvel excepto que con personajes de Dungeons & Dragons". Segundos después, escupe esto... [Con] personajes tan predecibles y con una escritura tan holgada, los actores terminan interpretando versiones halagüeñas de sí mismos. Son meramente un primer plano; son las pantallas verdes detrás de ellos las que proporcionan la magia manufacturada». Katie Walsh de Los Angeles Times opinó que «Además de su título torpe, Dungeon[s] & Dragons: Honor Among Thieves tiene una energía relajada y floja que pone al espectador a gusto [; y] sin embargo falta alguna cualidad inefable, tal vez un ingrediente emulsionante, que impide que todos estos elementos (las estrellas, el lore, las criaturas) se unan en algo verdaderamente mágico. Tal vez [resulte bien] en la próxima tirada del dado de 20 caras». Nicholas Barber, para BBC, fue más crítico con los efectos especiales de la película y afirmó que el CGI «no te convence ni por un segundo de que los personajes están en una mazmorra real o enfrentando un dragón real». Richard Lawson, de Vanity Fair, también destacó que la película está estructurada en torno a una serie de misiones y los «nuevos compinches» que recogen por el camino. Lawson escribió que «la película está repleta de todo tipo de mitología y se mueve a un ritmo frenético, a veces tambaleándose en su velocidad y densidad, pero por lo general recuperando el control justo antes de que las cosas se derrumben en una molesta incoherencia».

## Futuro

### Serie de televisión
En febrero de 2022, se anunció el desarrollo de una serie de televisión derivada. Como parte de un «enfoque múltiple» para proyectos de televisión, el programa se describe como la serie de imagen real «insignia» y «piedra angular» de los múltiples proyectos en desarrollo; mientras que la serie «complementará» el lado cinematográfico de la franquicia. Rawson Marshall Thurber se desempeñará como creador, guionista, productor ejecutivo y showrunner de la serie, además de dirigir el episodio piloto. Varias redes y compañías de transmisión están pujando por los derechos de distribución.
En enero de 2023, se anunció que Paramount+ le dio al programa un «straight-to-series order» (es decir que cadena ordena una temporada sin ver ningún episodio producido, por lo que ningún episodio se considera piloto), la serie constará de ocho episodios, con Entertainment One y Paramount Pictures como productoras.

### Secuela
En una entrevista con Polygon en abril de 2023 sobre la posibilidad de una secuela cinematográfica, Daley declaró que «nunca fue nuestra intención cuando nos sumamos a esta película hacer una franquicia». Goldstein comentó que lo más probable es que continuaran con los personajes establecidos en la película si regresaran al mundo de D&D: «el público los conoce y puedes sumergirte en la trama más rápidamente. Y obviamente, tenemos un gran afecto por ambos. Los actores y los roles que desempeñan. Pero nos gustaría presentar algunas figuras nuevas en el camino».
En julio de 2023, el director ejecutivo de Paramount Pictures, Brian Robbins, declaró en una entrevista con Variety que aún se podría hacer una secuela con la condición de que se realice con un presupuesto menor debido a la decepcionante recepción de taquilla de la película.